# Erik Jayme

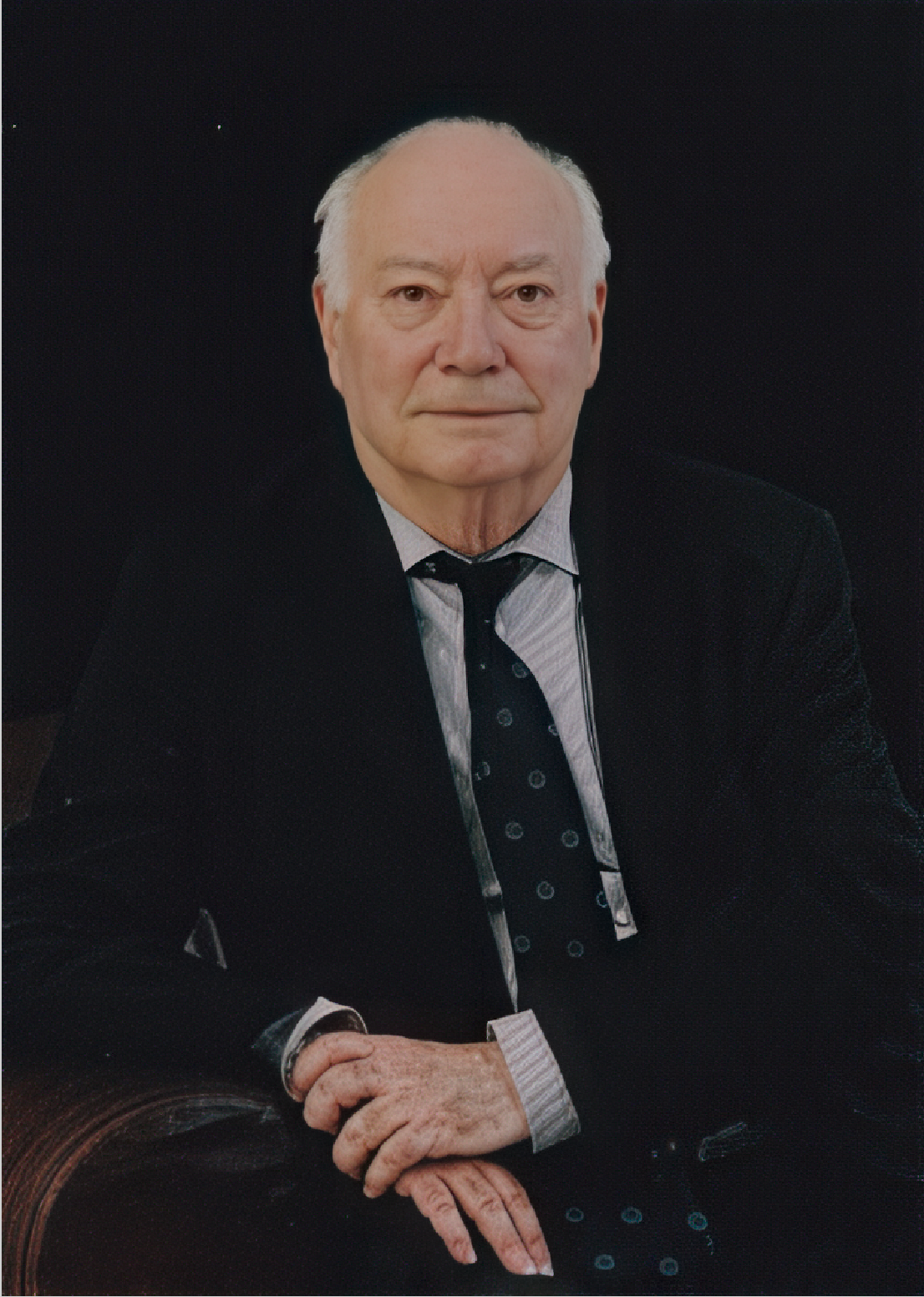
Erik Jayme (2018)

Erik Jayme (* 8. Juni 1934 in Montreal, Kanada; † 1. Mai 2024 in Baden-Baden, Deutschland) war einer der international renommiertesten deutschen Rechtswissenschaftler und bis zu seiner Emeritierung Direktor des Instituts für ausländisches und internationales Privat- und Wirtschaftsrecht der Ruprecht-Karls-Universität Heidelberg.

## Leben
Erik Jayme wurde am 8. Juni 1934 als Sohn des einer südfranzösischen, später piemontesischen Hugenotten-Familie entstammenden Chemikers Georg Jayme und dessen Ehefrau Hjordis Jayme, geb. Roseth, einer aus wohlhabender, im Eisenwarengroßhandel tätigen Unternehmerfamilie stammenden Norwegerin, in Montréal geboren. Beide Eltern verfügten neben der deutschen Staatsbürgerschaft auch über ein dauerhaftes Aufenthaltsrecht in Kanada, die Mutter nach einer Unterbrechung wegen ihrer Eheschließung mit einem Deutschen auch über die Norwegische Staatsbürgerschaft. Jayme wuchs ab 1936 allerdings in Darmstadt auf, wohin die Familie 1936 nach Annahme eines Rufs an die Technische Hochschule seitens des Vaters übergesiedelt war, und ging dort zur Schule. Nach Ablegung des Abiturs am humanistischen Ludwig-Georgs-Gymnasium studierte er zwischen 1954 und 1958 Jura an den Universitäten Frankfurt am Main, München und Pavia, wo der ausgewiesene Spezialist für das internationale Privatrecht Rodolfo De Nova sein wichtigster Lehrer wurde. In München studierte er zusätzlich Kunstgeschichte bei Hans Sedlmayr. Sommerkurse in Italien (Perugia) und Frankreich (Dijon) dienten der Vertiefung der Sprachkenntnisse und der Begegnung mit der Literatur, Kunst und Kultur der jeweiligen Länder. 1960 wurde er aufgrund der im Wesentlichen in Pavia geschriebenen Dissertation Spannungen bei der Anwendung italienischen Familienrechts durch deutsche Gerichte in München zum Dr. jur. promoviert, Die Dissertation wurde betreut von Murad Ferid und Rodolfo De Nova, dem Jayme im Vorwort dafür dankt, dass er ihn „in vielen Gesprächen in die Eigenheiten des italienischen Rechtsdenkens eingeführt“ habe. Bereits in dieser Arbeit, mit der er beabsichtigte, angesichts der beklagten weitgehenden – durchaus einseitigen – Vernachlässigung der italienischen Rechtsliteratur durch die deutsche Rechtswissenschaft „einen kleinen Beitrag dazu (zu) leisten, der italienischen Rechtsliteratur auf diesem Spezialgebiet gerecht zu werden,“ treten die für die gesamte weitere Arbeit entscheidenden Einstellungen und Kompetenzen zutage: die Offenheit für eine fremde Rechtskultur, der Respekt vor den Leistungen ihrer Repräsentanten und die auf der Basis solider Sprachkenntnisse erfolgte intensive Auseinandersetzung mit deren Fachliteratur. Nur fünf Jahre später, 1966, folgte aufgrund der von Albert Armin Ehrenzweig – nach eigener Einschätzung seinem „große(n) Lehrmeister für mein wissenschaftliches und persönliches Leben“ und dem „größte(n) lebende(n) Genie, dem ich in meinem Leben begegnet bin“ – angeregten Arbeit Interspousal Immunity. Revolution and Counterrevolution in American Tort Conflicts der LL.M. (Master of Laws) an der Universität Berkeley, 1969 aufgrund der Habilitationsschrift Die Familie im Recht der unerlaubten Handlungen die Habilitation in Mainz, wo er anschließend als Privatdozent tätig war. Auch in dieser dritten seiner Qualifikationsarbeiten spielten wieder die rechtsvergleichende Methode und die Auseinandersetzung mit dem Kollisionsrecht, hier nun erweitert um die Berücksichtigung rechts- und mentalitätsgeschichtlicher Aspekte sowie des, gerade im Bereich des Ehe- und Familienrechts, stark ins Gewicht fallenden Wandels des Zeitgeistes eine wesentliche Rolle. Zwischen den in diesem Bereich hinsichtlich des Schutzes der Ehe und möglichen Haftungsgründen im Falle einer Ehestörung anzutreffenden extremen Meinungen vertrat Jayme eine vermittelnde Position.
Jayme war von 1973 bis 1974 Professor an der Westfälischen Wilhelms-Universität in Münster, anschließend an der Universität München, ab 1983 an der Ruprecht-Karls-Universität Heidelberg, wo er sich von der intensiven Gutachtertätigkeit der Münchner Jahre zurückzog und seinen Studien eine stärker geisteswissenschaftliche und historische Ausrichtung gab. Als seine Lehrmeister aus der Geschichte bezeichnete er zum einen Pasquale Stanislao Mancini, in dem er den in der Tradition der neapolitanischen Aufklärung (Giambattista Vico) stehenden Verfechter der Menschenrechte, der Freiheit des Individuums, des Vorrangs der nationalen Identität sowie des Prinzips der Parteiautonomie und damit noch vor Friedrich Carl von Savigny den lange verkannten eigentlichen Vater des „heutige(n) kontinentaleuropäische(n) internationale(n) Privatrecht(s)“ erblickte, zum anderen Antonio Canova, bei dem er den Gedanken des nationalen Kulturgutes sowie das Prinzip der Restitution desselben gegen das damals vorherrschende Beuterecht des Siegers durchgesetzt fand. Bis zu seiner Emeritierung 2002 war er Ordinarius für Bürgerliches Recht, Internationales Privatrecht und Rechtsvergleichung sowie geschäftsführender Direktor des Instituts für ausländisches und internationales Privat- und Wirtschaftsrecht der Universität Heidelberg. Regelmäßig lehrte er auch an der Universität Ferrara. Er hat die Erforschung der lusitanischen Rechtsfamilie und die Deutsch-Lusitanische Juristenvereinigung (DLJV) begründet.
Ein weiterer Schwerpunkt seiner Forschung war das internationale Kunst- und Urheberrecht. Bis ins höchste Alter blieb er aufgeschlossen für neue Problem- und Fragestellungen, auf die er innovative Antworten suchte. Noch in einer seiner letzten Publikationen leistete er etwa einen weiteren Beitrag zu der im letzten Viertel des zwanzigsten Jahrhunderts aufgekommenen, aber erst nach der Jahrtausendwende zu erheblicher Breitenwirkung gelangten Postkolonialismusdebatte, also der vieldiskutierten Problematik des angemessenen Umgangs mit Kunst- und Kulturgütern kolonialer Provenienz in westlichen Sammlungen, an der er sich frühzeitig beteiligt hatte. Er warb hier für eine Kultur des interkulturellen Dialogs, die dazu führen könne, dass „die Kunst […] zugleich den Weg zu Versöhnung und Frieden“ zu bereiten vermöge. Die bescheidene Rolle des Rechts in diesem Prozess erblickte er darin, dass es „nur helfen“ könne, „gütliche und verbindliche Lösungen zu finden und zu festigen.“ In diesem Zusammenhang betonte er die Notwendigkeit der „Entwicklung einer Theorie, welche die faktische Erfüllung moralischer Gebote als ersten Schritt zur Entstehung von Rechtsregeln begreift.“ Eine solche habe anzuknüpfen an die wichtige rechtsschöpferische Funktion der von Albert Armin Ehrenzweig in die Debatte eingeführten „,inchoate rules‘, also die unfertigen, beginnenden Regeln, welche sich auf Gespräche und Verhandlungen oder erste faktisch erfüllte Forderungen stützen können.“ Mit seiner Unterstützung gelang 2010 aufgrund einer Einigung die Rückführung eines koptischen Zauberbuchs (P. Heid. Inv. Kopt. 686) mit bildlichen Darstellungen der Gottesmutter und des Erzengels Michael in die Sammlung des Instituts für Papyrologie der Universität Heidelberg, das nach dem Ende des II. Weltkrieges unter ungeklärten Umständen abhandengekommen und in faktischen, rechtlich jedoch anfechtbaren Privatbesitz gelangt war. Zuvor war der Fall von Erik Jame und Andrea Jördens, der Direktorin des Instituts für Papyrologie, auf dem Dritten Heidelberger Kunstrechtstag am 9. und 10. Oktober 2009 behandelt worden.
Bis zu seinem Tod hielt er weiterhin regulär Vorlesungen und veröffentlichte regelmäßig Beiträge und Schriften.

## Mitgliedschaften und Ehrungen
Jayme war seit 1981 Mitglied des Institut de Droit international, dessen Präsident er von 1997 bis 1999 war und in dem er verschiedentlich als Berichterstatter wirkte. Er war Mitglied und von 1981 bis 1994 Vizepräsident der Deutsch-Italienischen Juristenvereinigung. Seit 1987 war er Mitglied der Internationalen Akademie für Rechtsvergleichung, seit 1991 Mitglied der Groupe européen de droit international privé in Luxemburg, ebenfalls seit 1991 der von ihm ins Leben gerufenen Deutsch-Lusitanischen Juristenvereinigung, deren Vorsitzender er von 1991 bis 2005 und Ehrenvorsitzender er bis zu seinem Tode war, seit 2004 des Istituto Veneto di Scienze, Lettere ed Arti, ebenfalls seit 2004 Vizepräsident des Kuratoriums der Haager Akademie für Internationales Recht. Auch war er Gründungsmitglied der Gesellschaft für Rechtsvergleichung und der Deutschen Gesellschaft für Völkerrecht. Er war der erste Träger des Landesforschungspreises Baden-Württemberg (1989) und Ehrendoktor der Universitäten Ferrara, Budapest, Montpellier, Porto Alegre (UFRGS) und Coimbra, ferner Académicien titulaire der Académie internationale de droit comparé (AIDC, Paris) und Mitglied der Philosophisch-Historischen Klasse der Heidelberger Akademie der Wissenschaften, auswärtiges Mitglied der Königlich-Niederländischen Akademie der Wissenschaften in Amsterdam, korrespondierendes Mitglied der Österreichischen Akademie der Wissenschaften, Mitglied der Accademia Nazionale dei Lincei und der Academia de Ciencias Políticas y Sociales (Caracas).
Als Träger des Ordem Nacional do Cruzeiro do Sul wurde er mit dem höchsten Verdienstorden für Ausländer der Föderativen Republik Brasilien ausgezeichnet. Zudem war er Träger des portugiesischen Ordens des Infanten Dom Henrique (Großoffizier Klasse).

## Veröffentlichungen und Herausgeberschaften
Jayme war u. a. einer der Herausgeber des „Jayme-Hausmann“, der im Verlag C. H. Beck erscheinenden nach ihm und Rainer Hausmann benannten Sammlung von Gesetzen und Verträgen zum internationalen Privat- und Verfahrensrecht. Ferner gehörte er zu den Herausgebern der Zeitschrift Praxis des Internationalen Privat- und Verfahrensrechts und der Jahrbücher für Italienisches Recht.
Seine Werke werden geordnet in Jaymes Gesammelte Schriften veröffentlicht. Zuletzt erschien der sechste Band.

## Sonstiges
Jaymes internationale Wirksamkeit wurde durch seine Mehrsprachigkeit begünstigt, die er als wesentliche Grundlage internationaler Verständigung und Ausdruck gegenseitiger kultureller Wertschätzung sowie als Bereicherung der Wissenschaft durch Multiperspektivität betrachtete (aktiv beherrschte er die Sprachen Deutsch, Englisch, Französisch, Italienisch und Portugiesisch, passiv auch Latein, Altgriechisch, Neugriechisch und Serbokroatisch). Jayme war alles andere als ein Spezialist im „Elfenbeinturm“ mit auf sein engeres Fachgebiet beschränktem Horizont. Weit über seine Fächer hinaus war er belesen, unternahm regelmäßig Reisen im In- und Ausland, wobei er oft wissenschaftliche Anlässe mit der Verfolgung seiner ausgedehnten kulturellen Neigungen und Interessen verband, er war kenntnisreich in Geschichte, Philosophie, Literatur- und Kunstgeschichte, musikbegeistert, Opernliebhaber, vor allem aber ein versierter Kunstsammler. In jungen Jahren betätigte sich Jayme auch als Übersetzer italienischer Lyrik. Die „Weltoffenheit“, die er an anderen so schätzte, war auch eine seiner eigenen hervorstechenden Eigenschaften, Grundlage seiner wissenschaftlichen Arbeit, Voraussetzung seiner internationalen Vernetzung und Anerkennung sowie seines Wirkens in internationalen Gremien.

## Kunstsammlung
Erik Jayme war zeitlebens ein leidenschaftlicher Kunstsammler. Seine Privatsammlung umfasste über 500 Werke vom 17. bis ins 20. Jahrhundert, darunter Gemälde, Aquarelle, Zeichnungen und Druckgrafiken. Einen Schwerpunkt bildeten Werke des Symbolismus, des Jugendstils und der klassischen Moderne. Jayme besaß unter anderem Arbeiten von Hans Thoma, Wilhelm Trübner, Anselm Feuerbach, Max Slevogt, Hans Christiansen und Albert Weisgerber. Der Großteil der Sammlung wurde im März 2025 in Heidelberg bei Metz Fine Art Heidelberg versteigert.

## Schriften
Schriftenverzeichnis 1961 bis 2024 vgl. Schriftenverzeichnis Erik Jayme Stand Januar 2004, recte 2024
- Giuseppe Ungaretti: Begrabener Hafen. Gedichte – Italienisch-Deutsch [von Erik Jayme und Joachim Lieser], Handpresse DIE VILLA, Darmstadt [1959].
- [Giuseppe] Ungaretti: Träume und Akkorde. Deutsch von Erik Jayme und Joachim Lieser. Zeichnungen von Helmut Lander, Handpresse DIE VILLA, Darmstadt 1960.
- Spannungen bei der Anwendung italienischen Familienrechts durch deutsche Gerichte (= Schriften zum deutschen und europäischen Zivil-, Handels- und Prozessrecht, Band 13). E. und W. Gieseking Bielefeld 1961 (zugleich Diss. iur. München).
- Interspousal Immunity. Revolution and Counterrevolution in American Tort Conflicts In: Southern California Law Review 40 (1967), 307–350. (Qualifikationsschrift Master of Laws Berkeley)
- Die Familie im Recht der unerlaubten Handlungen (= Schriften der Wissenschaftlichen Gesellschaft für Personenstandswesen und verwandte Gebiete, Band 9). Metzner, Frankfurt am Main 1970, ISBN 978-3-7560-1803-1 (Habilitationsschrift)
- Lucio Saffaro: Aglàres: Poesie e disegni. Gedichte und Zeichnungen. Mit 1 Original-Lithographie und 10 Offset-Lithographien. Übersetzt von Erik Jayme (= Erato-Druck, Band 7). Erato-Presse, Darmstadt 1971.
- mit Albert A. Ehrenzweig: Privat International Law. A comparative treatise on American international conflicts law, including the law of admiralty, Bd. 2 Special part, Jurisdiction, judgments, persons (family). Sijthoff u. a., Leiden 1973, ISBN 90-286-0153-8.
- mit Karl Matthias Meessen: Staatsverträge zum internationalen Privatrecht. Referate u. Diskussion. Göttingen am 10. und. 11. April 1975 = Treaties concerning private international law. Müller Juristischer Verlag, Karlsruhe 1975, ISBN 978-3-8114-0071-9.
- Kollisionsrecht und Bankgeschäfte mit Auslandsberührung. (= Untersuchungen über das Spar-, Giro- und Kreditwesen. Abteilung B Rechtswissenschaft, Band 14). Duncker&Humblot, Berlin 1977, ISBN 978-3-428-03861-9.
- mit Albert A. Ehrenzweig: Privat International Law. A comparative treatise on American international conflicts law, including the law of admiralty, Bd. 3 Special part, obligations (contracts, torts). An outline. Sijthoff u. a., Leiden 1977, ISBN 90-286-0153-8.
- Pasquale Stanislao Mancini. Internationales Privatrecht zwischen risorgimento und praktischer Jurisprudenz (= Münchener Universitätsschriften / Juristische Fakultät. Abhandlungen zur rechtswissenschaftlichen Grundlagenforschung, Band 45). Rolf Gremer, Ebelsbach 1980, ISBN 978-3-88212-020-2.
- mit Marietta Munteanu: Rumänisches Familienrecht. Eine Darstellung für die deutsche Praxis. Verlag für Standesamtswesen, Frankfurt am Main 1983, ISBN 	3-8019-5614-8.
- Pasquale Stanislao Mancini. Il diritto internazionale privato tra Risorgimento e attività forense. (= Rivista di diritto internazionale privato e processuale / Studi e pubblicazioni, Band 31). CEDAM, Padua 1988, ISBN 88-13-16453-X.
- Einleitung. In: C[arl]. J. A. Mittermaier. Italienische Zustände 1844 (Reprint von: Italienische Zustände, geschildert von Dr. C. J. A. Mittermaier, Geheimrathe und Prof. in Heidelberg. Akademische Verlagshandlung von J. C. B. Mohr, Heidelberg 1844), hrsg. von Erik Jayme. Manutius, Heidelberg 1988, ISBN 3-925678-10-7, S. V–XIII (Zu Mittermaier und Pasquale Stanislao Mancini).
- Methoden der Konkretisierung des ordre public im Internationalen Privatrecht. (= Juristische Studiengesellschaft <Karlsruhe>. Schriftenreihe, Band 183). Müller, Heidelberg 1989, ISBN 3-8114-8188-6
- Kunstwerk und Nation : Zuordnungsprobleme im internationalen Kulturgüterschutz. (= Sitzungsberichte der Heidelberger Akademie der Wissenschaften, Philosophisch-Historische Klasse 1991, 3). Winter, Heidelberg 1991, ISBN 978-3-533-04377-5.
- Narrative Normen im internationalen Privat- und Verfahrensrecht. (= Tübinger Universitätsreden / Reihe der Juristischen Fakultät, Band 5). Eberhard-Karls-Universität, Presseamt, Tübingen 1993, ISBN
- „Entartete Kunst“ und internationales Privatrecht (= Sitzungsberichte der Heidelberger Akademie der Wissenschaften, Philosophisch-Historische Klasse 1994, 1). Winter, Heidelberg 1994, ISBN 978-3-8253-0188-0.
- Antonio Canova (1757 - 1822) als Künstler und Diplomat. Zur Rückkehr von Teilen der Bibliotheca Palatina nach Heidelberg in den Jahren 1815 und 1816 (= Heidelberger Bibliotheksschriften, Band 50). Universität Heidelberg, Heidelberg 1994, ISBN 978-3-927705-19-7.
- mit Peter Edward Nygh: Identité culturelle et intégration : le droit international privé postmoderne : cours général de droit international privé. (= Recueil des cours / Académie de Droit International, Band 251). Nijhoff, Den Haag, 1996, ISBN 90-411-0261-2.
- Nationales Kunstwerk und internationales Privatrecht. Vorträge, Aufsätze, Gutachten. (= Gesammelte Schriften, Band 1). C. F. Müller, Heidelberg 1999, ISBN 978-3-8114-8299-9.
- Multicultural society and private law German experiences (= Saggi, conferenze e seminari, Band 33). Centro di Studi e Ricerche di Diritto Comparato e Straniero, Rom 1999.
- Religiöses Recht vor staatlichen Gerichten (= Schriften der Philosophisch-Historischen Klasse der Heidelberger Akademie der Wissenschaften, Band 15). Winter Heidelberg 1999, ISBN 978-3-8253-0913-8.
- Rechtsvergleichung. Ideengeschichte und Grundlagen. Von Emerico Amari zur Postmoderne. Vorträge, Aufsätze, Rezensionen. (= Gesammelte Schriften, Band 2). C. F. Müller, Heidelberg 2000, ISBN 978-3-8114-2224-7.
- Nationaler ordre public und europäische Integration. Betrachtungen zum Krombach-Urteil des EuGH. (= Vorlesungen und Vorträge / Ludwig Boltzmann Institut für Europarecht Band 6). Österreichische Verlags-Gesellschaft / Manz, Wien / Dworak-Wien 2000, ISBN 978-3-7067-0056-6.
- Antonio Canova. Die politische Dimension der Kunst Frankfurter Stiftung für Deutsch-Italienische Studien, Frankfurt am Main (= Jahresgaben der Frankfurter Stiftung für deutsch-italienische Studien). Frankfurter Stiftung für deutsch-italienische Studien, Frankfurt am Main 2000.
- Wiener Vorträge. Internationales Privat- und Verfahrensrecht, Rechtsvergleichung, Kunst- und Kulturrecht. (= Schriftenreihe des Ludwig Boltzmann Institutes für Europarecht, Band 8). Manz, Wien 2001, ISBN 978-3-214-06987-2.
- Das freie Geleit für Kunstwerke (= Vorlesungen und Vorträge / Ludwig Boltzmann Institut für Europarecht, Band 11). Österreichische Verlags-Gesellschaft / Manz, Wien / Dworak-Wien 2001, ISBN 978-3-7067-0061-0.
- Internationales Privatrecht und Völkerrecht. Studien – Vorträge – Berichte. (= Gesammelte Schriften, Band 3). C. F. Müller, Heidelberg 2003, ISBN 978-3-8114-5152-0.
- als Herausgeber: Kulturelle Identität und Internationales Privatrecht. C.F.Müller Verlag, Heidelberg 2003, ISBN 978-3-8114-5151-3.
- Le regard sur la France. Peintres allemands et français à l'époque de l'impressionisme et du symbolisme, 1850 - 1930. Exposition du 10 juin au 6 août 2006 = Der Blick auf Frankreich / Forum d’Art Franco-Allemand, Château de Vaudrémont, hg. von Daniel-Philipp Häret. Deutsch-Französisches Kunst-Forum, Colombey-les-deux-Églises 2006.
- als Herausgeber: Vom Rheinbund zum Jugendstil – 200 Jahre Großherzogtum Hessen-Darmstadt. Betrachtungen zu Werken Darmstädter Kunst der großherzoglichen Zeit aus Privatsammlungen der Kurpfalz. Begleitheft zu der Ausstellung in Mannheim, 3. Aufl. Heidelberg 2007.
- Internationales Privatrecht. Ideengeschichte von Mancini und Ehrenzweig zum Europäischen Kollisionsrecht. (= Gesammelte Schriften, Band 4). C. F. Müller, Heidelberg 2009, ISBN 978-3-8114-7720-9.
- mit Jobst-Joachim Neuss: Wörterbuch Recht und Wirtschaft, Band 1 Portugiesisch-Deutsch C.H. Beck, 2. Aufl. München 2012, Bd. 2 Deutsch-Portugiesisch, 2. Aufl. 2013.
- Zugehörigkeit und kulturelle Identität – Die Sicht des Internationalen Privatrechts (Reden am Lichtenberg-Kolleg). Wallstein-Verlag, Göttingen 2012, ISBN 978-3-8353-1101-5.
- Anselm Feuerbachs „Dantebarke“ nach Delacroix. Die Kopie als Original, Frankfurter Stiftung für deutsch-italienische Studien, Frankfurt am Main 2014.
- „da hätte ich dich sein mögen“. Briefe an Günter Schlosser 1964-1971. Bad Ems 2017.
- Kunstrecht und Kunstgeschichte. In: Erik Jayme: Kunstrecht und Kunstgeschichte; Barbara Schock-Werner: Der Dom als Aufgabe – der Erhalt eines Welterbes (= Kölner Juristische Gesellschaft, Band 32). Otto Schmidt, Köln 2017, ISBN 978-3-504-65017-9.
- Kunstrecht, Urheberrecht, Kunstgeschichte. Vorträge, Aufsätze und Rezensionen. (= Gesammelte Schriften, Band 5). C. F. Müller, Heidelberg 2020, ISBN 978-3-8114-3936-8.
- Internationales Privatrecht – Rechtsvergleichung und Rechtsgeschichte – Kulturgüterschutz, Kunstrecht und Urheberrecht. Vorträge, Aufsätze und Betrachtungen. (= Gesammelte Schriften, Band 6). C. F. Müller, Heidelberg 2022, ISBN 978-3-8114-5912-0.
- mit Rainer Hausmann (Hrsg.): Internationales Privat- und Verfahrensrecht. Textausgabe. C. H. Beck, 22. Aufl. München 2024, ISBN 978-3-406-82493-7